# Girls (The 1975)
Girls è un singolo discografico del gruppo musicale inglese The 1975, pubblicato nel 2013 ed estratto dall'album The 1975.

## Tracce
1. Girls (Radio edit) – 3:37
2. Girls (Instrumental) – 3:37
3. Girls (Album version) – 4:15

## Formazione
- Matthew Healy – voce, chitarra
- Adam Hann – chitarra
- George Daniel – batteria
- Ross MacDonald – basso